# Thalictrum macrostylum
Thalictrum macrostylum là một loài thực vật có hoa trong họ Mao lương. Loài này được Shuttlew. ex Small & A. Heller miêu tả khoa học đầu tiên năm 1892.